# Röllikafjädermott
Röllikafjädermott (Gillmeria pallidactyla) är en fjärilsart som först beskrevs av Adrian Hardy Haworth 1811.  Röllikafjädermott ingår i släktet Gillmeria, och familjen fjädermott. Arten är reproducerande i Sverige.

## Kännetecken
Vingbredd 23-27 mm. Framvingarnas grundfärg blekgul, starkt överdragen med roströda fjäll så att grundfärgen endast är synlig på ett fåtal ställen. Bakvingar bruna.

## Liknande arter
Arten skiljer sig från renfanefjädermott, Gillmeria ochrodactyla, genom bakskenbenen där den senare har skenbenen ljusare och endast mörkbruna från första sporrparet.

## Levnadssätt
Fjärilen flyger såväl på dagen som på natten och kommer till ljus. 

## Flygtid
Juni-augusti. 

## Förekomst
Finns i skogsmiljöer, på ängsmark, längs vägkanter och liknande där det växer röllika. 

## Biologi
Larven lever från september till maj först på bladen senare i stjälken av röllika eller nysört, förpuppning på undersidan av ett blad eller på stjälken.  

## Näringsväxt
Röllika (Achillea millefolium) och Nysört (Achillea ptarmica).

## Utbredning
Förekommer allmänt i hela landet. I övriga Norden har den tagits i Danmark, Norge och Finland.